# Bohemian Club

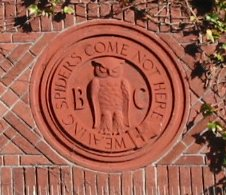
L'emblème du club et sa devise : Weaving spiders come not here.

Le Bohemian Club, créé en 1872 par des journalistes du San Francisco Chronicle et situé à San Francisco en Californie, est l'un des clubs politiques américains les plus fermés du monde. Très conservateur et regroupant l'élite et des personnes d'influence, il compte quelque 2 000 membres (uniquement des hommes, pour la plupart des Américains, mais également quelques Européens et Asiatiques) qui se réunissent tous les ans lors des dernières semaines du mois de juillet au Bohemian Grove.
Ce club est régulièrement l'objet ou au centre de théories du complot.

## Histoire
Ce gentlemen's club (appelé en anglais private club) est fondé en avril 1872, originellement par des journalistes, dont Tommy Newcombe, Sutherland, Dan O'Connell, Harry Dam, tous employés au San Francisco Chronicle, comme en témoigne en 1915 Michael Henry de Young (en), propriétaire du journal. Ils souhaitaient seulement avoir un endroit où terminer la journée ou le week-end pour s'y détendre. Progressivement, les journalistes invitèrent des artistes et des musiciens. Au départ, ils se donnèrent comme modèle la « bohème », ou plutôt ce qu'ils imaginaient être ce mode de vie né en Europe quelques dizaines d'années plus tôt. Le bohemianism était en vogue en Amérique parmi une certaine élite intellectuelle. En 1882, Oscar Wilde, lors de sa tournée américaine, rend visite au Bohemian Club et déclare : « Je n'ai jamais vu autant de bohèmes si bien habillés, bien nourris, et si entrepreneurs de toute ma vie ». Toutefois, les beaux-arts et la littérature semblent avoir été au cœur de leurs moments de détente.
A l'époque contemporaine il s'agit toujours d'un club exclusivement masculin. Avec les années, le recrutement et la cooptation des membres s'élargit à des hommes d'affaires.
Sa devise est : « Weaving spiders come not here » (« Araignées qui tissez, ne venez pas ici »), vers extrait de la scène 2 du deuxième acte du Songe d'une nuit d'été de William Shakespeare, que l'on doit entendre comme un interdit signalé aux membres, celui de ne pas aborder au sein de la confrérie les sujets relatifs aux affaires, aux réseaux d'intérêts, aux combines[réf. nécessaire]. Le club est donc un lieu de détente, du moins était-il conçu ainsi au départ.
La cotisation annuelle est, en 2015, de 25 000 dollars et la liste d'attente serait d'une vingtaine d'années. Le club dispose d'un siège à San Francisco même, dans un immeuble de six étages en briques, situé à l'angle de Post Street et de Taylor Street, à deux blocs à l'ouest d'Union Square. Il est voisin de l'Olympic Club (en) et du Marines Memorial Club (en). Le siège dispose de salles à manger et de réunions, d'un bar, d'une bibliothèque, d'une galerie d'art, d'un théâtre et de chambres d'hôtes.
En 1878, le club acquiert une vaste propriété privée de 11 km2, située à Monte Rio en Californie et qui prend le nom de Bohemian Grove. Les membres du club s'y réunissent chaque année, lors des trois dernières semaines de juillet. En dehors de cette période, les membres sont autorisés à venir séjourner avec leurs épouses et enfants durant de courtes périodes de temps. D'une manière générale, chaque membre peut inviter un ami ou un proche.
En 1881, l'un des membres, le journaliste et poète James F. Bowman (en) a l'idée d'organiser à Bohemian Grove une cérémonie inaugurale qu'il baptise Cremation of Care : d'inspiration païenne, il s'agissait de symboliquement brûler en effigie les désagréments accumulés durant une année de labeur. Au fil des années, d'autres manifestations sont élaborées : chaque membre peut proposer différents spectacles, par exemple des pièces de théâtre de leur composition, des récitals musicaux, poétiques, etc. Il existe même une journée dédiée au défoulement verbal, qui s'inscrit dans la lignée des ribalderies ancestrales (grivoiseries).
Le club comptait en 2022 plus de 2 500 membres, parmi lesquels des hommes politiques, des banquiers, des hommes d'affaires et plusieurs anciens présidents. Il est considéré au moins depuis les années 1950 comme très conservateur.

## Le «complotisme» dans les médias
Au début des années 1970, le sociologue G. William Domhoff estime que le Bohemian Club fait partie d'une culture de cohésion de la classe sociale dominante américaine. Il lui dénie toute intention complotiste, expliquant que ce club n'est là que pour le délassement des élites et leur cohésion.
En 2000, le complotiste d’extrême droite Alex Jones s'introduit dans le club pour y filmer une partie de son documentaire Dark Secrets inside Bohemian Grove, intitulée « Le Bûcher des Soucis » - Jones pensant que les membres du club se livrent en fait à des rituels occultes répréhensibles.
Le 26 octobre 2007, à Minneapolis, Bill Clinton est abordé durant un discours par un inconnu prétendant que les attentats du 11 septembre 2001 sont une imposture, en accusant le Bohemian Club. Clinton rejette immédiatement l'idée que le 11 septembre soit une imposture et ajoute sarcastiquement : « Avez-vous dit le Bohemian Club ? C'est là que tous ces riches républicains vont et posent nus devant des arbres, n'est-ce pas ? Je ne suis jamais allé au Bohemian Club mais vous devriez. Cela vous ferait du bien, vous y prendriez du bon air ».

## Le Bohemian Club dans la culture populaire
- Prodigy, dans sa chanson Real Power Is People figurant sur l'album H.N.I.C. Pt. 2 (2008), ferait allusion au club dans le couplet suivant : « It's a secret government that worship an owl / They practice witchcraft to harness they power[8]. »
- Dans la série télévisée House of Cards, l'épisode 8 de la saison 5 diffusé en 2017 débute par un week-end de retraite en forêt entre chefs d'entreprises et personnalités politiques masculines, allusion au séminaire estival du Bohemian Club[9].
- Le Bohemian Club est un élément de la dernière partie du roman Le Règne des Illuminati, 10e volume de la série des romans mettant en scène Antoine Marcas, sous la plume d'Éric Giacometti et Jacques Ravenne.
- Le film Late Night with the Devil met en scène une organisation secrète fortement inspirée du Bohemian Club, mêlant élites médiatiques, occultisme et rituels mystérieux diffusés à la télévision en direct[10].